# Castillo de Marchenilla
El castillo de Marchenilla se encuentra situado en el término municipal de Alcalá de Guadaíra, en la provincia de Sevilla, España.

## Historia
A finales del siglo XIII, las incursiones benimerines, procedentes precisamente de Ronda a través del "camino de Morón", justificaron crear la fortificación de Marchenilla como un pequeño recinto amurallado que recuerda al cercano castillo de Alcalá de Guadaíra.
Durante la Baja Edad Media se integrará en el señorío de Gandul y Marchenilla, a favor de Arnao de Solier, y en el siglo XIV pasa a manos de la familia Velasco, que ampliará el castillo. En el siglo XVII se le construiría la capilla de San Isidro Labrador y en el siglo XVII se crea un patio cortijado al Este.

## Características
El recinto es de planta casi cuadrada, posee torreones en las esquinas y garitones en el centro de cada lienzo, una fuerte torre del Homenaje y muros y torres almenados. En el interior hay salas con bóvedas de crucería.
La torre del Homenaje constituye por sí sola un interesante monumento. Es de planta rectangular (8,60 x 7,10 metros), tiene 14,5 metros de altura y está construida en hormigón y reforzada en ciertas partes con sillares y ladrillos. Tiene 2 plantas y una azotea. La entrada se realiza por una estrecha puerta que da al lado sur. La primera planta está cubierta por una bóveda vaída, tiene en dos de sus costados un poyo o asiento corrido y al norte un gran arco en forma de hornacina, cuyo trasdós presenta hoy una moldura de yeso de tipo gótico decadente. Es posible que el torreón sea resto del Calachibencarro, situado entre Alcalá de Guadaíra y Carmona, primer mojón de los señalados en el privilegio de Alfonso X para delimitar el término de Carmona.
El primitivo recinto debió ser lo que hoy día corresponde a las habitaciones del cortijo, capilla y graneros, estando defendido en el ángulo noreste por una torre fuerte y teniendo probablemente su entrada principal por la puerta, que aún hoy subsiste al lado de Poniente de la citada torre, como indican los matacanes de su parte superior, que caen sobre esta entrada. Un amplio patio rodeado de muros de hormigón, reforzados en las esquinas por sillares, corría a todo lo largo del costado oriental del recinto.
El castillo sufrió reformas y ampliaciones de importancia en la segunda mitad del siglo XV, quizás, al entrar a formar parte de las posesiones de linaje de los Velasco, cuyas armas campean en uno de los torreones. Se le agregó entonces por el lado norte un segundo recinto rectangular con dos torreones circulares en los ángulos, coronados por matacanes volados, sostenidos por elegantes arcos trilobulados góticos de gran efecto decorativo; entre ambos torreones y en el centro del lienzo de muralla almenada que flanquean, hay un balcón o garita semicircular.
En el castillo hay una capilla dedicada a San Isidro Labrador, presidida por una valiosa pintura de la Virgen de Guadalupe. Actualmente es de propiedad privada y su aspecto exterior está alterado debido al aprovechamiento del recinto amurallado (junto con muros exteriores) para actividades agrícolas.